# Predsednik Azerbajdžana
Predsednik Azerbajdžana (izvorno: Azərbaycan Prezidenti) je vodja Republike Azerbajdžan in njegova izvršilna oblast. Je tudi vrhovni poveljnik oboroženih sil ter imetnik imunitete.
Trenutni predsednik je Ilham Alijev.

## Mandat
Do leta 2009 so bili predsedniški mandati omejeni na pet let, z možnostjo ene ponovne izvolitve. Leta 2009 so z referendumom odpravili omejitev mandat, leta 2016 pa mandat podaljšali na sedem let. Podaljšanje naj bi izboljšal kontinuiteto pri odločanju, opazovalci pa so opozorili, da bi se lahko zaradi podaljška porušila razmerja moči v državi.

## Seznam predsednikov
| #   | Ime              | Mandat            | Mandat           | Stranka                     |
| #   | Ime              | Začetek           | Konec            | Stranka                     |
| --- | ---------------- | ----------------- | ---------------- | --------------------------- |
| 1.  | Ayaz Mutallibov  | 30. avgust 1991   | 6. marec 1992    | /                           |
| (-) | Yagub Mammadov   | 6. marec 1992     | 14. maj 1992     | /                           |
| (-) | Yagub Mammadov   | vršilec dolžnosti |                  |                             |
| 1.  | Ayaz Mutallibov  | 14. maj 1992      | 18. maj 1992     | /                           |
| (-) | Ayaz Mutallibov  | 19. maj 1992      | 16. junij 1992   | 6. marec 1992               |
| (-) | Ayaz Mutallibov  | vršilec dolžnosti |                  |                             |
| 2.  | Abulfaz Elchibey | 16. junij 1992    | 3. oktober 1993  | Ljudska fronta Azerbajdžana |
| 3.  | Hejdar Alijev    | 3. oktober 1993   | 31. oktober 2003 | Nova stranka Azerbajdžana   |
| 4.  | Ilham Alijev     | 31. oktober 2003  | danes            | Nova stranka Azerbajdžana   |

## Rezidenca
Uradna predsedniška rezidenca je predsedniška zgradba na ulici Istiglaliyyat v prestolnici Baku. Trenutno prebivališče predsednika je v Zagulbi, obmorskem predelu Bakuja.
Predsednik ima na voljo še nekaj rezidenc izven glavnega mesta.

## Prevozna sredstva

#### Limuzine
- Maybach 62
- Mercedes-Benz W221

#### Motorno spremstvo
- BMW

#### Letala
- Boeing 767-300ER 4K-AI01 "Baku-1" Main aircraft
- Airbus A319-100 4K-AI02 "Baku-2"
- Gulfstream G550 4K-AI06